# Гредякино (Белгородская область)
Гредякино — село в Красногвардейском районе Белгородской области России. В составе Веселовского сельского поселения.

## География
Село расположено в восточной части Белгородской области, в 5,5 км по прямой к западу от районного центра, города Бирюча. Соседнее село под названием Раздорное практически примыкает с запада.

## История
Впервые слово Гредякино упоминается в материалах экспедиции воеводы Федора Сухотина и подъячего Разрядного приказа Евсея Юрьева.
Осенью 1636 года эти «дозорщики» имели задание определить места, удобные для строительства крепостей вдоль Тихой Сосны. С этой целью многочисленный отряд Сухотина исследовал её берега, выявив несколько бродов, по которым татарские «орды» могли вброд перебираться на другой берег реки. Первый, если считать с верховьев реки, находился в трёх верстах выше Гредякина колодезя (ручья), где «бывала старая гать посольская». В последней фразе речь идёт об остатках старой посольской дороги, по которой послы пробирались с севера на юг и обратно, в Крым и Турцию и назад в Россию. Позже вблизи Гредякина ручья был построен стоялый острожек, в котором несли сторожевую службу служилые люди из Усерда — стрельцы и казаки-черкасы. Сам острог представлял собой примитивное сооружение из деревянных кольев и балок квадратной формы в 13 саженей в длину и столько же в ширину. Острожек построили при устье Гредякина ручья, несколько южнее нынешнего села Гредякино.
В документах того времени «колодезь» этот носит двойное название — Гредякин или Раздорский. Второе название происходит от слова «раздоры», места слияния двух речных истоков (соответственно, разделения при движении по руслу вверх). Примерно в этом месте небольшая речка Сосенка, ныне высохшая, впадала в Тихую Сосну. Второй острожек был основан выше по течению Сосенки, его назвали Осиновым.

Вот как в «Росписи» воеводы Бутурлина описывается местоположение острогов Гредякина-Раздорного и Осинового на Белгородской засечной черте:
«Да от города от Усерда вверх по речке по Сосне до Раздорного стояло острогу 15 верст около его 60 сажен и круг острогу выкопан ров шириной 2 сажени без четверти, да за рвом надолбы двойные с наметками: а в том остроге воды нет, а ходят для воды к реке Сосне сажен 60. В том остроге Усерда стоят головы, а с ними черкасы стоят по 15 человек, да по пушкарю, а переменяются понедельно. Да в том же остроге для приходу воинских людей (татар) по вся годы до больших снегов устроены бывают две пищали медныя, да к тем пищалям по 25 ядер, да два пуда зелья». 

Далее в «Росписи» воеводы Бутурлина имеется упоминание про будущий административный центр сельского поселения, в которое ныне входит село Гредякино:
«Да от того Раздорного острогу вверх по Сосне за Сосенскую плотину в десяти верстах устроен стоялый Осиновый острог: по стене его мерою 72 сажени, а около острогу выкопан ров, глубина рву 1,5 сажени, а ширина рву 3 сажени без четверти, да около рву устроены надолбы дубовые с наметками, а в нём воды нет, для воды ходят в лес сажен с полтритьядцать (25 сажен). А в том остроге стоят с усердским головою осколян ратных людей детей боярских и полковых казаков по 20 человек, да с Усерда пушкарь».
В 1859 году в Бирюченском уезде «по правую сторону тракта из города Бирюча на город Новый Оскол» — «слобода владельческая Гредякина (Садки)» в 5 верстах от уездного города, а «по левую сторону этого тракта» — «село казенное Гредякино при колодцах» — 95 дворов, церковь православная.
В 1900 году Бирюченского уезда Веселовской волости село Гредякино «при овраге с водотоком» — 129 дворов, 1767 десятин надельной земли, церковь, общественное здание, винная лавка.
С июля 1928 года село Гредякино — в Раздоринском (с центром в соседнем селе под названием Раздорное) сельсовете Буденновского района.
В конце 1950-х годов село Гредякино в Веселовском сельсовете Красногвардейского района.
В 1997 году село Гредякино в Веселовском сельском округе Красногвардейского района.

## Население
В 1859 году — 944 жителя (461 мужского и 483 женского пола).
В 1900 году — 991 житель — «великоросс» (520 мужчин, 471 женщин).
В 1931 году — 1322 жителя.
На 17 января 1979 года в селе Гредякине — 1773 жителя, на 12 января 1989 года — 1456 (641 мужчина, 815 женщин).
В 1997 году в селе Гредякине — 309 домовладений, 703 жителя.
| 1859 | 1897 | 2002 | 2010 |
| ---- | ---- | ---- | ---- |
| 944  | ↗983 | ↘670 | ↘632 |

## Достопримечательности
К югу от села находится родник.